# MAXライトレール
MAXライトレール（英：Max Light Rail）は、アメリカ合衆国オレゴン州のポートランド都市圏にあるライトレールシステム。総延長距離は96.1kｍ。

## 概要
3郡共同の公共交通機関であるトライメットが運営している。運行範囲はマルトノマ郡、ワシントン郡、クラカマス郡である。ポートランドと周辺の都市及びポートランド国際空港を結ぶ。2024年には年間利用者数が2438万人に達した。
トライメットはポートランド市所有の路面電車「ポートランド・ストリートカー」も運営している。

## 歴史

### 前史
かつてポートランド都市圏ではインターアーバンや路面電車を運営する複数の私鉄が存在し、アメリカ合衆国西部では最大の鉄道網の一つがある事で知られていた。1912年には総利用者数が7000万人になるなど、当時の市民にとって重要な交通手段の一つとされた。しかし、次第にモータリゼーションなどの影響により衰退し、1950年までには路面電車は全廃、インターアーバンも1958年に最後に残った路線が廃止された。

### 計画
1970年代に入りアメリカで公共交通機関に対する関心が高まると、オレゴン州においても交通機関のあり方が議論されるようになった。ライトレールの他にBRT（バス・ラピッド・トランジット）の案もあり、当初はこの案が優勢であったが70年代後半になると次第にライトレール案が優勢になり、1978年9月にトライメットがライトレールの建設を承認した。1982年3月にポートランドとグレシャムの間の24.6kmの路線の建設が開始された。

### 開業・延伸
1986年9月5日に先述のポートランド・グレシャム間が開業。その後ポートランド都市圏西部への延伸を望む声が上がるようになり、1998年までにはヒルズボロまでの路線も開通。2001年にはポートランド国際空港への路線も開業し、ポートランド市街と空港が鉄路で結ばれる事になった。現時点での最終延伸は2015年9月12日のオレンジラインの延伸である。

## 路線
| 路線名                        | 駅数 | 区間                                     | 区間                                                   |
| ----------------------------- | ---- | ---------------------------------------- | ------------------------------------------------------ |
| Blue Line（ブルーライン）     | 48   | Hatfield Government Center（ヒルズボロ） | Cleveland Avenue（グレシャム）                         |
| Red Line（レッドライン）      | 37   | Hillsboro Airport/Fairgrounds            | Portland International Airport（ポートランド国際空港） |
| Green Line（グリーンライン）  | 30   | PSU South                                | Clackamas Town Center Transit Center                   |
| Yellow Line（イエローライン） | 17   | Expo Center                              | PSU South                                              |
| Orange Line（オレンジライン） | 17   | Union Station（ユニオン駅）              | Southeast Park Avenue（ミルウォーキー）                |

## 車両基地
車両の整備などはグレシャムに存在するルビー・ジャンクション・ファシリティ（Ruby Junction facility）及びビーバートンに存在するエルモニカ・ファシリティ（Elmonica Facility）で行われる。

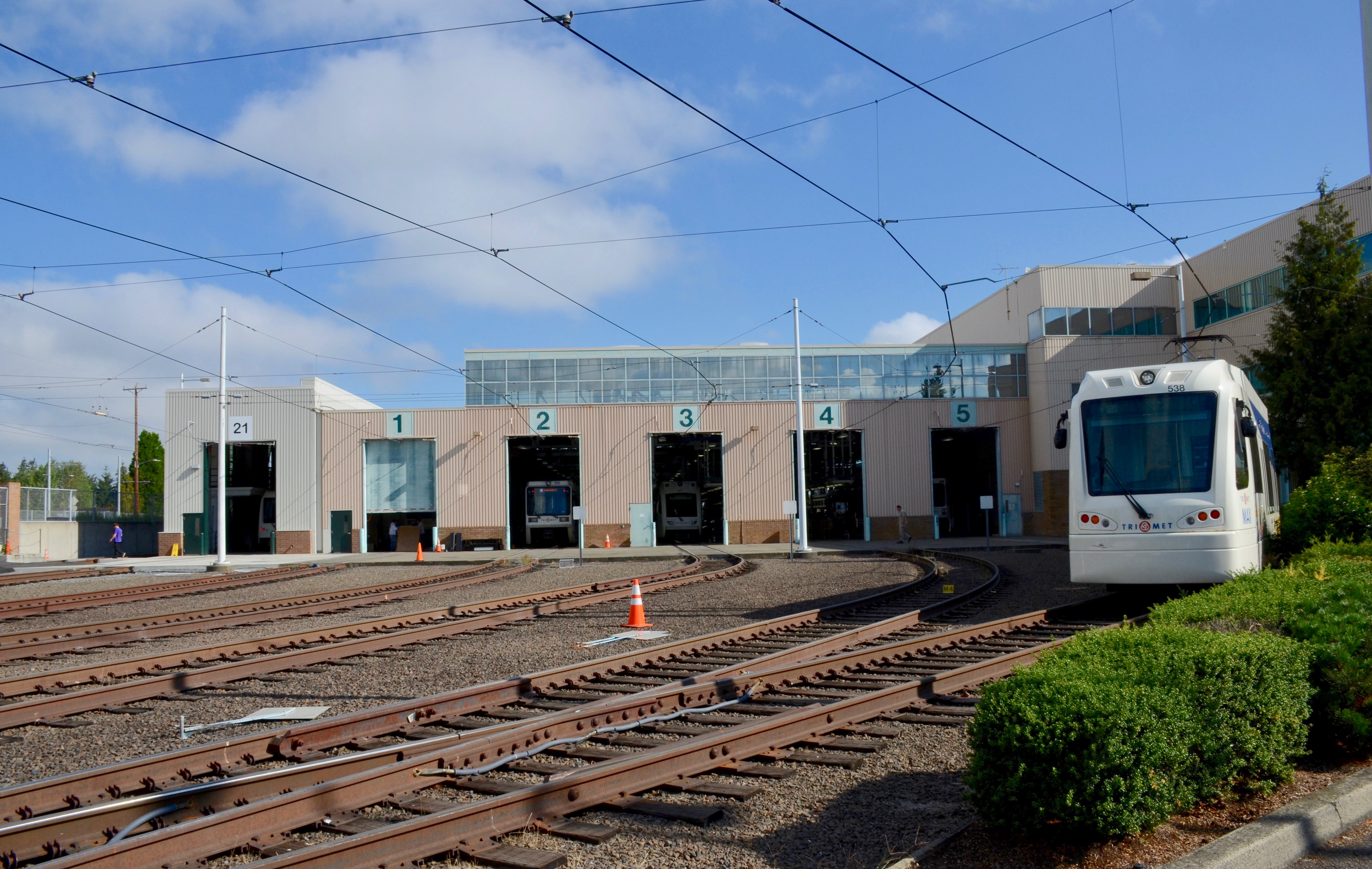
グレシャムにある車両基地ルビー・ジャンクション・ファシリティ

## 車両
| 画像 | 形式名            | 編成番号 | 製造会社       | 運行開始年 | 編成数 |
| ---- | ----------------- | -------- | -------------- | ---------- | ------ |
|      | タイプ1（Type 1） | 101–126  | ボンバルディア | 1986年     | 26編成 |
|      | タイプ2（Type 2） | 201–252  | シーメンス     | 1997年     | 52編成 |
|      | タイプ3（Type 3） | 301–327  | シーメンス     | 2003年     | 27編成 |
|      | タイプ4（Type 4） | 401–422  | シーメンス     | 2009年     | 22編成 |
|      | タイプ5（Type 5） | 521–538  | シーメンス     | 2015年     | 18編成 |
|      | タイプ6（Type 6） | 601–630  | シーメンス     | 2025年     | 30編成 |